# Erika Janović
Erika Janović (Novi Sad, 21. maj 1973) je savremena primenjena umetnica, kostimografkinja, kreatorka lutaka i maski, scenografkinja i slikarka. Stalna je saradnica Muzeja Vojvodine u Novom Sadu i članica je Udruženja likovnih umetnika primenjenih umetnosti i dizajnera Vojvodine (UPIDIV) i međunarodnog udrženje lutkara (UNIMA).

## Biografija
Erika Janović je rođena u Novom Sadu, gde je završila Srednju školu za dizajn „Bogdan Šuput”, odsek Tekstil i savremeno odevanje (maturski rad „Kritska umetnost primenjena, transponovana u savremenom odevanju”, te godine proglašen za najbolji maturski rad). Akademske studije završila je 1999. godine na Fakultetu primenjenih umetnosti i dizajna u Beogradu, Odsek za kostimografiju, diplomirala na Scenskom kostimu na temu „Ratnički, stari rimski kostim primenjen u scenskim formama”. Postdiplomske studije na Likovnoj akademiji, odsek Total dizajn - scenografija, kostimografija i lutkarstvo završila je 2000. u Budimpešti.
Od završetka studija aktivno je prisutna na umetničkoj sceni kao kostimografkinja, kreatorka lutaka i maski u pozorištima širom Srbije, Mađarske, Slovenije, Hrvatske, Bosne i Hercegovine, Bugarske. Status samostalne umetnice stekla je 2022. godine.
Potpisala je oko 150 predstava kao kostimografkinja, kreatorka lutaka. Izlagala je na 18 samostalnih izložbi iz oblasti pozorišnog dizajna širom Evrope i na više od 30 grupnih izložbi u zemlji i inostanstvu. Dokazala se i kao kostimografkinja u pet realizovanih domaćih filmova. Intenzivno se bavi slikanjem na svili i ostvarila je dve samostalne izložbe aksesoara oslikanih na svili. Sarađuje sa Institutom za tekstil i svilu u Lionu (Francuska). Ilustrovala je pet dečijih knjiga, koje su štampane, a jedna je osvojila nagradu.
Živi i radi u Subotici.

## Samostalne izložbe
- Beograd - WILHELM MODEN REICH, delo psihologa W. Reicha pretočeno u scenske kostime,
- Lijež (Belgija) - Motivi sa narodne nošnje Srbije i Makedonije transponovani u savremene odevne predmete,
- Madrid (Španija) - Primenjeno slikarstvo, slike
- Novi Sad), Novosadsko pozorište - Kostimi, maske i skice „Skice koje sanjam”,
- Subotica, Narodno pozorište - Skice, kostimi i maske,
- Sombor - Skice kostima,
- Subotica - 8. Međunarodni dečiji festival - Lutke, maske i kostimi,
- Palić - Skice i akscesoari iz pozorišnih predstava,
- Subotica, Suvenirnica Gradska kuća - Tkani, pleteni i oslikani odevni predmeti i akcesoar u savremenom odevanju,
- Subotica, Suvenirnica Gradska kuća - Lutke, maske i kostimi iz predstava za decu,
- Novi Sad, Izvršno veće Vojvodine - Lutke, maske i kostimi iz predstava za decu,
- Segedin (Mađarska), Pozorište lutaka - Lutke, maske i kostimi iz predstava za decu,
- Pečuj (Mađarska), Lutkarsko pozorište - Izložba pozorišnih lutaka i skica,
- Varna (Bugarska), Pozorište - Izložba pozorišnih skica,
- Lendava (Slovenija), Kulturni dom - Izložba pozorišnih kostima u dečijim predstavama,
- Sarajevo (BiH), „Sarajevska zima” - Izložba radova u dečijim predstavama,
- Novi Sad, Galerija UPIDIV-a „Forma - „Rascvetavanje”, izložba slika i aksesoara na svili,[3]
- Subotica, Savremena galerija - „Čarobna pozornica”, izložba lutaka, maski i kostima za dečije predstave,[4]

## Ostvareni pozorišni kostimi
Srpsko narodno pozorište
- „Višnjik”, po tekstu A. P. Čehova, režija Radoslav Milenković - kostimografija (2021),[5]
- „Krv i blato”, režija Radoslav Milenković - kostimografija (2021),

Novosadsko pozorište - Újvidéki Színház
- „Starmakers”, mjuzikl - kostimografija (1999)
- „A KARADI” - kostimografija (1999)
- „iNQUBUS-KOŠMAR”, Erkenj Ištvan - kostimografija (1999)
- „Medeino ogledalo”, Vegel Laslo (drama) - kostimografija (2000)
- „Pripitomljavanja”, J. Siveri (koreodrama) - kostimografija (2000)
- „Rosenkranc i Gildersten su mrtvi”, Tom Stopard (drama) - kostimografija (2001)
- „Suicide-samoubica”, Erdman (drama) - kostimografija (2001)
- „Moulin Rouge” (mjuzikl) - kostimografija (2002)
- „Crni Petar” (mjuzikl) - kostimografija (2003)
- „Chicago” (mjuzikl) - kostimografija (2004)
- „San anđela” (mjuzikl) - kostimografija (2004)
- „Šta je video lakej kroz ključaonicu” - kostimografija (2004)
- „Krvava svadba”, F.G. Lorka - kostimografija (2004)
- „PAC”, B. Hamvaš (koreodrama) - kostimografija (2004)[6]
- „Pajac”, A. P. Čehov - kostimografija (2005)
- „Via Italija” - kostimografija (2005)
- „Koreodrama”, E. Verebes (koreodrama) - kostimografija (2005)
- „Čičkovac”, N. Gion (koreodrama) - kostimografija (2006)
- „Hamlet je mrtav”, (koreodrama inspirisana kabuki teatrom) - kostimografija (2007)
- „Audicija”, A. Galin - kostimografija (2007)
- „Staklena cipelica” - kostimografija (2010)
- „Dom Berrnarde Albe”, F.G. Lorka - kostimografija (2008)
- „Kabare” (mjuzikl, novogodišnji program) - scenografija i kostimografija (2008)
- „Gogolj”, Ispitna predstava studenata - kostimografija (2009)
- „Kovači”, Miloš Nikolić - kostimografija (2016)
- „Laka mala” (mjuzikl) - kostimografija (2016)
- „Kapetan Nemo, 10.000 milja pod morem” (mjuzikl) - kostimografija (2023)

Pozorište mladih Novi Sad
- „Dva čina za pet žena”, B. Wik (drama) - kostimografija (2003)
- „Čarobnica iz ulice Bonžur” (dečija predstava) - kostimografija (2005)[7]
- „Crvenkapa i vuk” - scenografija, kostimografija i lutke (2011)
- „Venecijanka” - kostimografija (2017)

Narodno pozorište Subotica
- „Romeo i Julija”, V. Šekspir - kostimografija (2000)
- „Mesečev splavar”, S. Weörös (bajka) - kostimografija (2001)
- „Kumovi” (komedija) - kostimografija (2002)
- „Velika sveska”, A. Kristoff (drama) - scenografija i kostimografija (2002)
- „Venecijanka” - kostimografija (2006)
- „Amese” (komedija) - kostimografija (2007)
- „Veštice iz Istvika” (komedija) - kostimografija (2011)
- „Lizelot i Maj” (komedija) - kostimografija (2011)
- „Dnevnik poludele žene”, Kostolanji Deže - kostimografija (2011)
- „Rugoba” - kostimografija (2012)
- „Smrt trgovačkog putnika” - kostimografija (2014)
- „Svi sveti”, režija Poysgai Zsolt - scenografija i kostimografija (2015)
- „Ples ludaka” - kostimografija (2016)
- „Baron Minhauzen” - kostimografija (2016)
- „Ožalošćena porodica”, B. Nušić - kostimografija (2020)
- „Šogorice” (komedija) - scenografija i kostimografija (2021)
- „Igra u zamku” (komedija) - kostimografija (2021)
- „Koštana” - kostimografija (2023)

Senćansko kamerno pozorište
- „Maj” (komedija) - scenografija i kostimografija (2016)
- „Narodne priče” (dečija predstava) - kostimografija i lutke (2018)
- „Krčmarica” (komedija) - kostimografija (2018)
- „Kradljivci” (komedija, dečija predstava) - kostimografija (2018)
- „Tri prstena” (dečija predstava) - maske i kostimografija (2020)
- „Lala vilenjak” (dečija predstava) - kostimografija (2021)
- „Mnogo buke ni oko čega”, V. Šekspir  - kostimografija (2021)
- „Art, Jasmina Reza” - kostimografija (2023)
- „Živi pesak” (koreodrama) - kostimografija (2023)
- „Hidegproba” (koreodrama) - kostimografija (2024)
- „Galeb”, A. P. Čehov - kostimografija (2024)

„“ pozorište Subotica] (kostimografija)
- „Mamu mu ko je prvi počeo” (2002)
- „Zid plača”, D. Kiš (2003)
- „Elektra” (tragedija) (2005)
- „Richard III”, V. Šekspir (2006)
- „Živela ljubav” (2011)
- „Rastrgni me” (2021)
- „Ne pucaj na lastavicu” (2023)

Narodno pozorište „Toša Jovanović” Zrenjanin (lutkarske predstave)
- „Ispod duge” - scenografija, kostimografija i lutke (2004)
- „Kralj ledenog srca” - scenografija, kostimografija i lutke (2006)
- „Raspućin” - lutke (2006)
- „Nora” - kostimografija (2016)
- „Ludi kamen”, A. P. Čehov - kostimografija (2023)

Pozorište Pinokio Zemun (lutkarske predstave)
- „Ivice”, D. Todorović - scenografija, kostimografija, lutke i maske (2004)
- „Pinokio” - kostimografija (2007)[8]

Narodno pozorište u Somboru
- „Ivica i Marica“ (dečija predstava) - kostimografija (1999)
- „Koreodrama“ - kostimografija (2005)
- „Pseće srce“, M. Bulgakov - kostimografija (2008)

Slovensko dramsko gledališče Nova Gorica
- „Pingvin cofek” - scenografija, kostimografija i lutke (2002)[9]

Pozorište Vesprem, Mađarska
- „Didro” (drama) - kostimografija (2003)

Barka pozorište, Mađarska
- „Fabula”, J. Pilinsky (koreodrama) - kostimografija (2005)

Pozorište lutaka Niš
- „Sebastijan i bosonoga” - scenografija i kreacija lutaka (2003)
- „Čudno čudo”, S. Pešić - kreacija lutaka (2004)
- „Carev zatočnik” - scenografija i kreacija lutaka (2005)
- „Mali princ” - kostimografija i kreacija lutaka (2008)[10]
- „Snežna kraljica” - kostimografija i kreacija lutaka (2019)[11][12]

Salašarsko pozorište
- „Knez ljiljana”, E. Sigligeti - scenografija i kostimografija (2001)
- „Narodna priča”, S. Petefi - scenografija i kostimografija (2003)
- „Dečaci Pavlove ulice”, F. Molnar - kostimografija (2007)
- „Sveti Ilija” - kostimografija (2015)

Dečije pozorište Subotica
- „Začarani carević”, Braća Grim - kostimografija, kreacija lutaka i maski (1999)
- „Ovano i onamo” (komedija za decu) - kostimografija, kreacija lutaka (2001)
- „Dvorska luda kralja Maćaša” - kostimografija, kreacija lutaka i maski (2001)
- „Lovačka priča”, S. Pešić - scenografija, kostimografija, kreacija lutaka i maski (2002)
- „Muzička kuća” (mjuzikl) - kreacija lutaka i kostimografija (2002)
- „Bura”, V. Šekspir - scenografija, kostimografija, kreacija lutaka i maski (2002)
- „Snežana i sedam patuljaka”, Braća Grim - kreacija lutaka (2003)
- „Zlato zemlje boje rđe” (mjuzikl za decu), (2003)
- „Slamnati šešir leti”, 2004
- „Gabriel i Gabriela” - scenografija i kostimografija (2004)
- „Mačor u čizmama”, I. Bojović (2004)
- „Siromašni čizmar i kralj vetra” (plesna predstava za decu) (2005)
- „Mačka koja šeta sama”, R. Kipling (2004)
- „Hamlet” - kreacija lutaka i maski (2005)
- „Bastijen i Bastijena”, V. A. Mocart - kreacija lutaka i kostimografija (2006)
- „Vila Jelena i anđeo”, po motivima mađarske bajke (2007)
- „Ružno pače”, Lazić - kreacija lutaka i kostimografija (2007)
- „You”, (2009)
- „Šumske priče” - kostimografija (2009)
- „Grčki vitez /priča o Tezeju” - kostimografija (2010)
- „Šarena priča” (predstava za bebe) - scenografija, kostimografija i kreacija lutaka (2010)
- „Probudilica” (predstava za bebe) - scenografija, kostimografija i kreacija lutaka (2011)
- „Čarobnjak iz Oza” - kostimografija (2011)
- „Petar Pan” - kostimografija (2012)
- „Be-ba-ba” (predstava za bebe) - scenografija, kostimografija i kreacija lutaka (2013)
- „Tri praseta” (predstava za bebe) - scenografija, kostimografija i kreacija lutaka (2013)
- „Car žabac” (predstava za bebe) - scenografija, kostimografija i kreacija lutaka (2013)
- „Pinokio” - kostimografija, kreacija lutaka i maski (2014)
- „Malena” (predstava za bebe) (2016)
- „Maskarada” (ulični teatar) - kostimografija, kreacija lutaka i maski (2016)
- „Alegro com Brio” (mjuzikl za decu) - kostimografija (2016)
- „Prljalica-kupalica” (predstava za bebe) (2017)
- „Tom Sojer” - scenografija, kostimografija, kreacija lutaka i maski

## Nagrade i priznanja
Dobitnica je 22 nagrade za kostimografiju i kreaciju lutaka. 
- Madrid (Španija) - Prva nagrada iz oblasti primenjenog slikarstva
- Lijež (Belgija) - Međunarodna nagrada za dizajn, oblast savremeno odevanje
- „Forma”, Bijenalna izložba članova UPIDIV-a (Novi Sad) - Nagrada iz oblasti tekstila, slika na svili
- Lion (Francuska), Međunarodni sajam svile - Nagrada za originalne radove slika na svili „Junaci narodnih priča”
- 49. Susret vojvođanskih pozorišta - Nagrada za kostim u predstavi „Ivica i Marica” Narodnog pozorišta u Somboru
- 51. Susret vojvođanskih pozorišta - Nagrada za kostim u predstavi „Dvorska luda kralja” Dečjeg pozorišta iz Subotice
- 53. Susret vojvođanskih pozorišta - Nagrada za kostim u predstavi „Zlato zemlje boje rđe” Dečjeg pozorišta iz Subotice
- „Dr Ferenc Bodrogvari” - nagrada za doprinos u kulturi, dodeljena za kostim u predstavi „Zlato zemlje boje rđe”
- 8. Jugoslovenski pozorišni festival (Užice) - nagrada „Ardalion” za kostim u predstavi „PAC” (2004)
- Bijenale scenskog dizajna (Beograd) - Nagrada za kreaciju lutaka u predstavi „Carev zatočnik” Pozorišta lutaka iz Niša
- 38. Susret lutkarskih pozorišta Srbije (Beograd) - Nagrada za kreaciju lutaka i kostima za predstavu „Carev zatočnik” Pozorišta lutaka iz Niša
- 14. Kotorski međunarodni dečiji festival (Kotor) - Nagrada za kreaciju lutaka u predstavi „Carev zatočnik” Pozorišta lutaka iz Niša
- „Zlatna iskra” (Kragujevac)] - Nagrada za kreaciju lutaka u predstavi „Carev zatočnik” Pozorišta lutaka iz Niša
- Festival dečijih pozorišta „Festić” - Nagrada za kreaciju lutaka u predstavi „Carav zatočnik” Pozorišta lutaka iz Niša
- 57. Susret vojvođanskih pozorišta - Nagrada za kostim u predstavi „Vila jelena i anđeo” (2007)
- 40. Susret lutkarskih pozorišta u Nišu - Nagrada za kreaciju lutaka u predstavi „Mali princ” (2008)
- 41. Međunarodni festival kazališta lutaka (Zagreb) - Nagrada za kreaciju lutaka u predstavi „Carev zatočnik” Pozorišta lutaka iz Niša
- 42. Međunarodni festival kazališta lutaka (Zagreb) - Nagrada za kreaciju lutaka u predstavi „Mali princ” Pozorišta lutaka iz Niša
- „Festić” - Nagrada za kreaciju lutaka u predstavi „Mali princ” Pozorišta lutaka iz Niša
- 59. Susret profesionalnih pozorišta Vojvodine - Nagrada za kreaciju lutaka u predstavi „Crvenkapa i vuk” Pozorišta mladih Novi Sad
- Festival pozorišta koja igraju na mađarskom jeziku iz regiona, Kišvarda (Mađarska) - Nagrada za kostim u predstavi „Prorok Ilija” u produkciji „Salašarskog pozorišta”
- Festival u Pečuju (Mađarska) - Nagrada za kostim u predstavi „Prorok Ilija” u produkciji „Salašarskog pozorišta”

## Spoljašnje veze
- Zvanična prezentacija
- „Moja priča: Erika Janović - 20.04.2024.”. RTV. Приступљено 31. 10. 2024.